# Neoarius graeffei
Neoarius graeffei (лат.) — вид лучепёрых рыб из семейства ариевых.

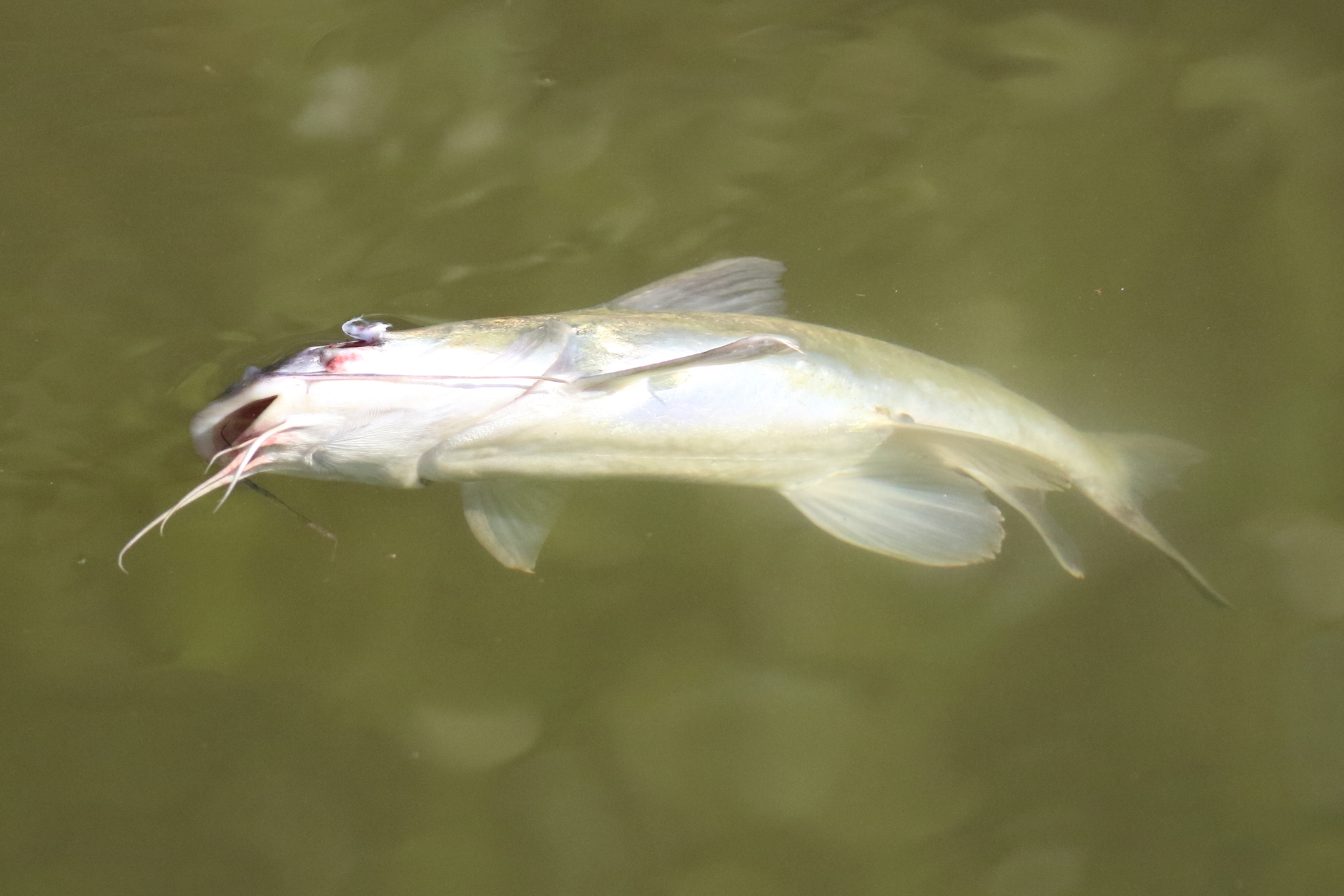
Neoarius graeffei в Квинсленде

Максимальная длина тела 60 см. Встречается в пресноводных водоёмах северной Австралии и южной части Новой Гвинеи. Этот сом тёмно-серого цвета с голубоватым оттенком на верхней части тела, к ближе к брюху окраска становится светлее (почти белая). У рыбы около рта 4—6 усиков. Питаются членистоногими, моллюсками, креветками, раками, мелкими рыбами и водными растениями. Недавние исследования выяснили, что этот вид также поедает тушканчиковых мышей.